# Rhabdophyllum letestui
Rhabdophyllum letestui är en tvåhjärtbladig växtart som beskrevs av Farron. Rhabdophyllum letestui ingår i släktet Rhabdophyllum och familjen Ochnaceae. Inga underarter finns listade i Catalogue of Life.